# Магдала
Магдала (івр. מגדל, «Вежа»; у Новому Завіті використовується арамейська форма Магдала, а у Йосипа Флавія знана як Таріхея) — село на західному узбережжі Генісаредського Озера, близько 6 км на північ від Тверії.

## Історія
У античні часи Магдала була містом. У 1 ст. до н. е. елліністична Таріхея була напевне найбільшим містом Галілеї і за Йосипом Флавієм нараховувала 37600 мешканців. Магдала знана з Нового Завіту як батьківщина Марії Магдалини — одної з ранніх учениць Ісуса Христа. В серпні 2009 року було проведено археологічні розкопки при будівлі Готелю у Магдалі на території місії францисканців у Святій Землі. При цьому знайдено залишки  античної синагоги площею бл. 120 м² з мозаїкою на підлозі, кам'яними лавками та стінами прикрашеними фресками. Рельєф з кам'яних блоків у синагозі утворює менору. Керівник розкопок Діна Авшалом-Ґорні схиляється до думки, що на цьому місці розкопано найстарішу з відомих синагог, часів Другого Храму . Конгрегація Легіонерів Христа утримує також «Центр Магдала», наріжний камінь якого заклав у 2004 році папа Бенедикт XVI та бере участь у археологічних розкопках.
За Йосипом Флавієм, місцеві жителі протистояли Іроду Великому та римлянам, при цьому шукали порятунок у численних печерах ваді ель-Гамман — каньйоноподібній долині на захід від Магдали. Внаслідок цих подій місцевість було сильно зруйновано у 66 році. У 12 столітті хрестоносці збудували там церкву, яка, проте, з часом зруйнувалася. Теперішнє поселення засноване у 1910 році і нараховує 2000 мешканців.